# Gorazd
El Duque Gorazd († 752, "Cacatius" en latín, "Carast" en alemán) fue un duque esloveno de Carantania del siglo VIII.
En el año 745, Carantania, que hasta aquel entonces era una nación pagana, fue seriamente amenazada militarmente por los ávaros de la vecina Panonia. Por eso el duque Borut solicitó ayuda militar a los bávaros, que ya estaban cristianizados. Los bávaros eran vasallos del rey de los francos, que era el protector del Cristianismo de Europa. El rey de los francos le dio permiso a Baviera para ayudar a la pagana Carantania, pero solo con la condición de que esta última aceptara el cristianismo. El duque Borut aceptó la condición y con la ayuda de los bávaros Carantania derrotó definitivamente a los ávaros. Así fue como el duque Borut envió a su hijo Gorazd y a su sobrino Hotimir para que se educaran en la fe cristiana en Baviera.
En el año 750 muere su padre Borut, el duque de Carantania, y en ese mismo año Gorazd es enviado por el Rey del Imperio Franco para sucederle en el trono del ducado de Carantania, convirtiéndose de esta manera en el primer soberano cristiano de los eslovenos.
En el año 752 Gorazd muere y es sucedido en el trono de Carantania por su primo Hotimir ("Cheitmarus" en latín).
| Predecesor: Duque Borut | Duques de Carantania 750-752 | Sucesor: Duque Hotimir |